# Windsor Park (Dominique)
Le stade Windsor Park est le stade de l'équipe de football de la Dominique, situé à Roseau. Ce stade accueille également des compétitions de cricket et de football américain. Le stade dispose d'une capacité de 12 000 places.